# فيليب كنوبف
فيليب كنوبف هو سياسي أمريكي، ولد في 18 نوفمبر 1847 في لونغ غروف في الولايات المتحدة، وتوفي في 14 أغسطس 1920 في شيكاغو في الولايات المتحدة. نشط حزبياً في الحزب الجمهوري. وقد انتخب عضو مجلس النواب الأمريكي ‏.